# Museo de la Agricultura Catalana
El Museo de la agricultura catalana (Musée de l'agriculture catalane en francés) es un museo de la localidad francesa de Saint-Michel-de-Llotes. 
Fue fundado en 1944 con la voluntad de estudiar la evolución de la agricultura en el departamento de los Pirineos Orientales. El periodo temporal que cubre comienza en la prehistoria y refleja especialmente la vida del campesinado local desde finales del siglo XIX hasta los años cincuenta del siglo XX.
La visita pasa por las salas de acogida, de las tareas agrícolas, de los tratamientos, el patio, la sala de la siega y de las otras recolecciones, el apartado de los recursos animales y forestales y la sala dedicada al vino. Se muestran reproducciones a escala de construcciones agrícolas, como una maqueta del mas Mestres de Saint-Michel-de-Llotges (obra de Albert Alart, autor también de otras maquetas de edificios de Ille-sur-Têt y que se exhiben localmente), así como herramientas del campo (yugos, abonadoras y arados, por ejemplo). La sala de los tratamientos recoge toda una serie de atomizadoras y pulverizadoras empleadas en combatir el oídio, la filoxera y el mildiu, enfermedades que afectan a la viña. La importancia de esta para la economía de la región se refleja en la sala dedicada a la uva y al vino, que conserva también el recuerdo de la revuelta de los viticultores del Languedoc de 1907. 
El museo también fue responsable de la traducción parcial al francés de la obra de Miquel Agustí Llibre dels secrets de agricultura, casa rústica y pastoril. 
Las dificultades presupuestarias de la administración municipal llevaron en 2010 al cierre del museo, que se esperaba que fuera de forma temporal; por este hecho, desde entonces fue necesario suspender las visitas pedagógicas que escuelas, colegios y liceos hacían regularmente. 